# Revidiertes General-Privileg
Der „Erlaß eines Revidierten General-Privilegiums und Reglements vor die Judenschaft ... vom 17ten April 1750“ war eine landesherrliche Judenordnung von König Friedrich II. Sie setzte die absolutistische Judenpolitik der preußischen Könige fort. Als Revision der Judenordnung von 1730 galt der Erlass in der preußischen Monarchie mit Ausnahme der späteren Erwerbungen Schlesien und Ostfriesland bis ihn 1812 das Edikt betreffend die bürgerlichen Verhältnisse der Juden in dem Preußischen Staate ablöste.

## Judengesetzgebung unter Friedrich I. und Friedrich Wilhelm I.
Schon  König Friedrich I. (1701–1713) und Friedrich Wilhelm I. (1713–1740) zielten in ihrer Judenpolitik auf eine zahlenmäßige Begrenzung unter gleichzeitiger Ausnutzung der Wirtschaftskraft und Erhöhung der Steuerleistungen. Das Judenreglement von 1700 verbot den Juden den Häuserkauf und bestätigte die Handelsbeschränkungen, auch unter dem Druck der christlichen Kaufmannschaft. Seit 1714 wurde der Häuserkauf wieder erlaubt, sogar das Halten offener Läden, doch war der Schutzbrief nur an den ältesten Sohn vererbbar; zwei weitere Söhne konnten ihn gegen hohe Summen erlangen. Die übrigen Söhne mussten unverheiratet und damit kinderlos bleiben oder auswandern.
Außerdem hatten die preußischen Gemeinden jährlich 15.000 Taler abzuführen, an den Zollschranken war der erniedrigende, sonst nur für Vieh übliche Leibzoll zu entrichten. Erst nach Friedrichs II. Tod wurde er abgeschafft.
Das Generaljudenreglement von 1730 beschränkte die Zahl der jüdischen Familien in Berlin auf 100, 1737 wieder auf 120 zuzüglich 250 Diener. Als solche tarnten sich nun häufig Zuwanderer. Nichtzünftige Handwerke wurden verboten, ebenso das Hausieren. Immerhin war es rechtlich der Schritt vom kündbaren Privileg zum allgemeinen staatlichen Recht, wie es der Absolutismus schuf.

## Das Revidierte Generalprivileg von 1750
Der Erlass gliederte die preußischen Juden in sechs Klassen mit unterschiedlichem Niederlassungsrecht.
I. Zur ersten Klasse zählten die Wohlhabendsten, die mit einem persönlichen Privileg (Schutzbrief) versehen wurden, das sie faktisch christlichen Bürgern gleichstellte. Sämtliche legitimen Kinder dieser wenigen, in der jüdischen Gemeinde „Hausväter“ genannten „Generalprivilegierten“ waren niederlassungsberechtigt, ebenso ihre zahlreiche jüdische „Bedientenschaft“. Aus ihnen erwuchs die jüdische Elite der Berliner Haskala in der Aufklärung.
II. Die Schutzjuden der zweiten Klasse durften sich nur in dem ihnen zugewiesenen Ort aufhalten; dieses Wohnrecht war auf ein Kind vererbbar, zwei weitere konnten gegen Nachweis von 1000 Talern „angesetzt“ werden.
III. Die Rechte der „außerordentlichen“ Schutzjuden waren nicht vererbbar, aber gegen 1000 Taler auf nur ein Kind übertragbar. Zu dieser dritten Klasse gehörten die freien Berufe – Ärzte, Anwälte, Künstler – sowie ausgesuchte Handwerker wie Brillenmacher.
IV. Die vierte Klasse stellten Rabbiner und Gemeindeangestellte, deren Wohnrecht an die Anstellung gekoppelt war.
V. Zur fünften Klasse gehörten die „geduldeten“ Juden, die als Kinder von Juden der zweiten, dritten und vierten Klasse keine eigene Wohnerlaubnis erworben hatten. Sie waren rechtlos, die Heirat war ihnen verboten, wenn sie nicht in die beiden oberen Klassen heirateten.
VI. Ein Heiratsverbot hatten auch die Dienstboten und kaufmännischen Angestellten der Schutzjuden, die die sechste Klasse bildeten.
Die Zahl der „Schutzjuden“ wurde auf 203 ordentliche und 63 außerordentliche festgelegt. Die drei obersten Klassen hafteten gemeinsam für die Abgabenentrichtung der jüdischen Gemeinde in einer Provinz. Diese Kollektivhaftung wurde später auf Bankrotte und Wechselbetrug ausgedehnt.
Das Generalprivileg führte dazu, dass nur wenige reiche Familien in größeren Städten leben durften, die die merkantilistische Politik des preußischen Königs unterstützten. Die Masse der Juden lebte auf dem Land oder in kleinen Städten. Nachdem das Judenedikt von 1812 auch ihnen Freizügigkeit gewährte, strömten sie in die Großstädte wie Berlin oder Breslau.

## Zur Zahl der Juden in Brandenburg/Preußen
Trotz der Restriktionen wuchs die Zahl der in der Mark Brandenburg lebenden jüdischen Familien weiter an. Als 1750 das Generalprivileg erging, lebten in Brandenburg 4716 Juden, davon allein 2188 in Berlin, das entsprach 1,93 Prozent der Stadtbevölkerung. Davon waren schätzungsweise die Hälfte „Unvergleitete“ (ohne Schutzbrief oder Duldung). Bis zum Jahr 1800 zählte man in Brandenburg 7637 Juden. Davon wohnte knapp die Hälfte in Berlin. In ganz Preußen wuchs die Zahl der Juden zum Ende des 18. Jahrhunderts auf rund 220.000 an, von denen 180.000 auf die 1772, 1792 und 1795 bei den Teilungen Polens annektierten Gebiete entfielen.